# Spirometria

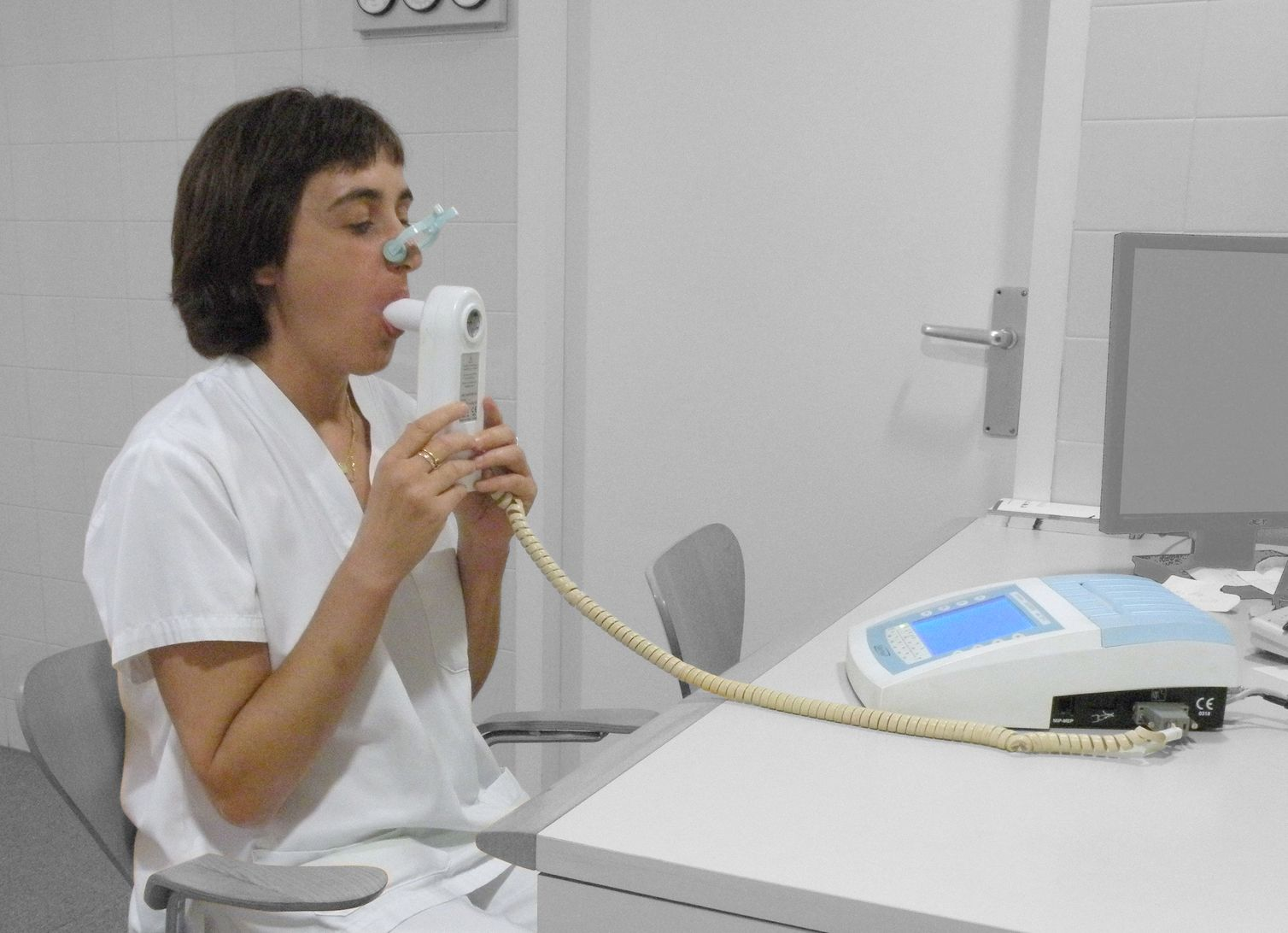
Esecuzione di un test spirometrico

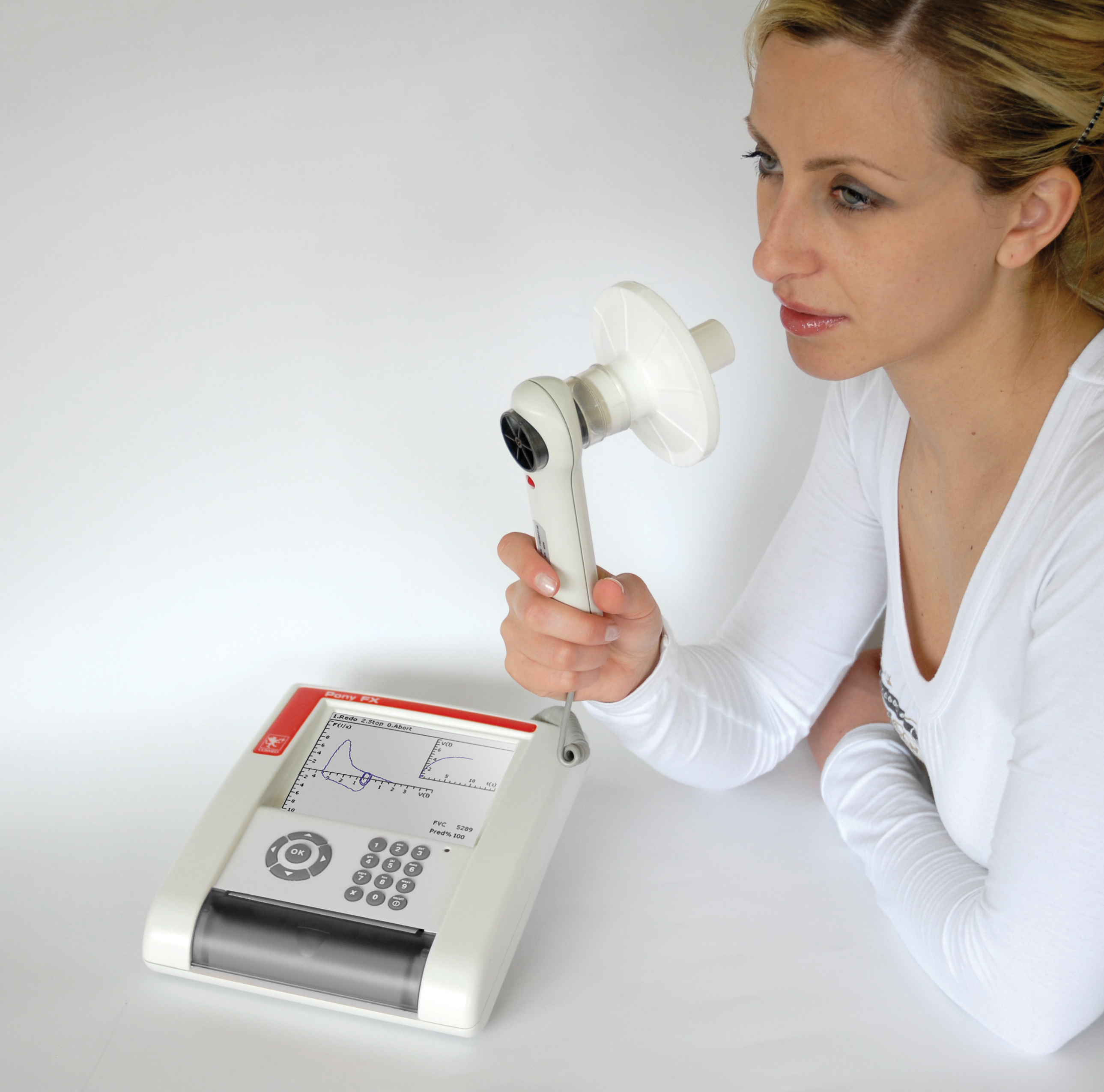
Un moderno spirometro portatile con turbina digitale e filtro antibatterico

La spirometria (letteralmente "misurazione del respiro") è il più comune e diffuso esame della funzione respiratoria. Il test si esegue con l'ausilio di uno strumento chiamato spirometro. L'indagine è molto semplice, per nulla fastidiosa e richiede solo una modesta collaborazione da parte del paziente che deve eseguire delle manovre respiratorie mentre è collegato con la bocca allo spirometro. Essa misura la funzione dei polmoni, in particolare il volume e/o la velocità con cui l'aria può essere inspirata o espirata da un soggetto.
Il risultato dell'indagine è costituito da una serie di valori che indicano capacità e volumi polmonari, oltre che il grado di pervietà (apertura) dei bronchi.
La spirometria è un importante strumento utilizzato per generare grafici respiratori utili nella valutazione di determinate condizioni cliniche, come l'asma bronchiale, la fibrosi polmonare, la fibrosi cistica e la broncopneumopatia cronica ostruttiva.
Il risultato della spirometria è normalmente corredato da un commento verbale aggiunto dallo specialista in cui si esprime un giudizio inerente ai valori ottenuti.
Abitualmente il risultato della spirometria è sintetizzato in una fra quattro possibili diagnosi: quadro normale, ostruttivo, restrittivo e misto (ostruttivo e restrittivo). Ciascun quadro patologico viene abitualmente classificato come lieve, moderato, grave o molto grave. Il risultato dell'esame comunque non va mai giudicato isolatamente, ma contestualizzato e valutato dal medico unitamente ai dati ottenuti dalla visita, dal racconto del paziente e da altre eventuali indagini.

## Indicazioni
L'esecuzione di una spirometria è indicata nei seguenti casi:
- Diagnosi e trattamento dell'asma.[1][2][3]
- Identificazione di malattie respiratorie in pazienti che presentano sintomi di difficoltà respiratoria, nonché per distinguere un problema cardiaco da una malattia respiratoria come causa di base.[4]
- Misurare la risposta bronchiale in soggetti che si sospetta possano soffrire di asma.[4]
- Diagnosticare e differenziare tra malattie ostruttive polmonari e malattie di tipo restrittivo.[4]
- Seguire l'andamento e la storia naturale di una malattia nelle condizioni respiratorie.[4]
- Verificare il grado di insufficienza in corso di asma occupazionale.[4]
- Identificare coloro che sono a rischio di barotrauma durante le immersioni[4]
- Eseguire una valutazione del rischio pre-operatorio prima dell'esecuzione dell'anestesia e di interventi chirurgici di chirurgia cardio-toracica.[4]
- Misurare la risposta al trattamento di condizioni identificabili e misurabili tramite una spirometria.[4]

## Test spirometrico

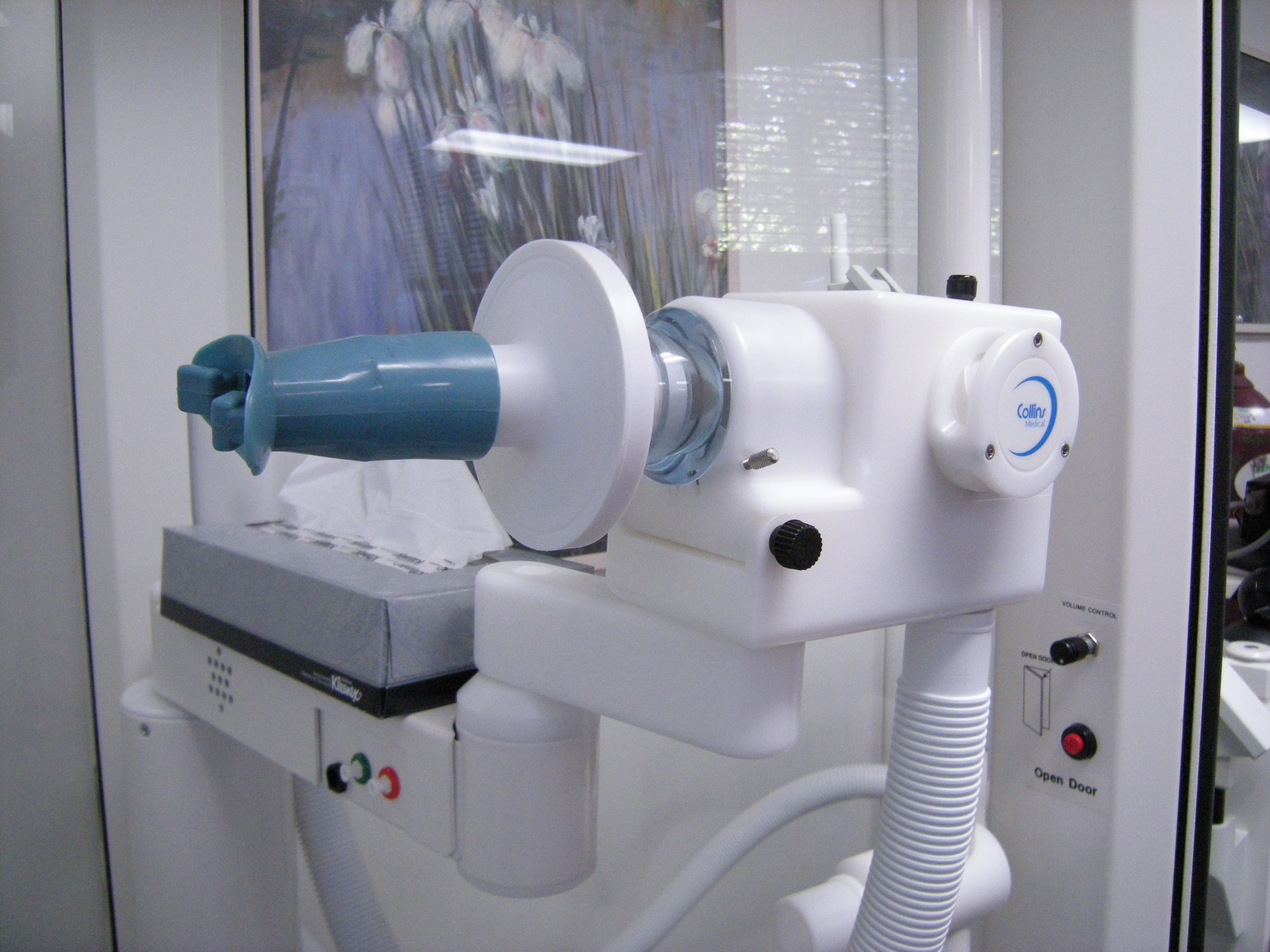
Dispositivo per spirometria. Il paziente pone le sue labbra intorno al boccaglio di colore blu. I denti vanno tra le sporgenze e lo scudo, e le labbra vanno sulla schermatura. Uno stringinaso garantisce che l'espirazione fluirà solo attraverso la bocca.

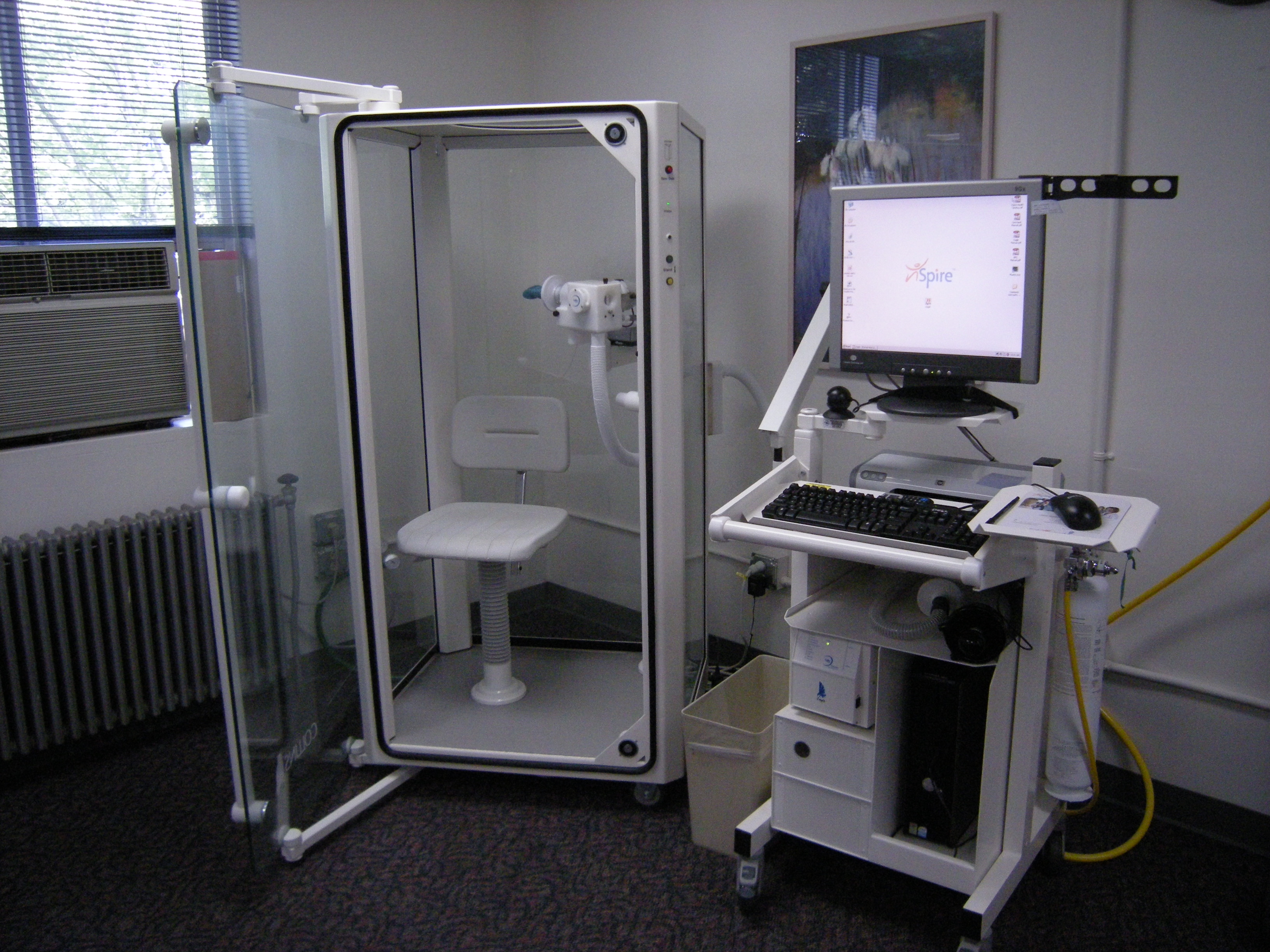
A destra il display per la lettura della spirometria. La camera può essere utilizzata anche per eseguire una pletismografia

### Spirometri
Il test di spirometria viene eseguito utilizzando un dispositivo chiamato spirometro, il quale è disponibile in diverse varietà. La maggior parte degli spirometri visualizzano i seguenti grafici, chiamati spirogrammi:
- una curva volume-tempo. Il volume (misurato in litri) viene mostrato lungo l'asse Y, mentre il tempo (misurato in secondi) viene evidenziato lungo l'asse X.
- una curva flusso-volume, che illustra graficamente la velocità del flusso d'aria sull'asse Y e il volume totale inspirato o espirato lungo l'asse X.

### Procedura
La prova che testa il volume conosciuto come capacità vitale forzata (FVC) varia leggermente a seconda del materiale utilizzato.
Generalmente al paziente viene chiesto di inspirare quanto più profondamente possibile, quindi di espirare nel sensore il più forte possibile e per un tempo il più a lungo possibile, preferibilmente per almeno 6 secondi. Durante l'esecuzione della prova viene utilizzato uno stringinaso morbido per evitare che l'aria possa sfuggire attraverso le narici. Si può anche ricorrere ad un filtro monouso per impedire la diffusione di microorganismi.

### Limiti del test
La manovra è fortemente dipendente dalla collaborazione e dallo sforzo del paziente. Per questo motivo, generalmente, viene fatta ripetere almeno tre volte, al fine di assicurare una buona riproducibilità.
Poiché i risultati dipendono dalla collaborazione del paziente, la capacità vitale forzata (FVC) può essere sottovalutata, ma mai sopravvalutata. Dal momento che la spirometria richiede la collaborazione del paziente, l'esame può essere utilizzato solo su adulti o su bambini abbastanza grandi per comprendere e seguire le istruzioni fornite (di norma a partire dai 6 anni di età o più), e solo su pazienti che sono in grado di capire e seguire le istruzioni. Questo è anche il motivo per cui questo tipo di esame non è adatto per essere eseguito su soggetti privi di conoscenza, letargici o pesantemente sedati, oppure che presentino qualsiasi tipo di problema o limitazione che in qualche modo possa interferire con lo sforzo respiratorio vigoroso richiesto dall'esame. Per i bambini molto piccoli e le persone incoscienti sono disponibili altri tipi di test di funzionalità respiratoria.
Un'altra importante limitazione del test è legata al fatto che molti pazienti asmatici presentano disturbi intermittenti o lievi ed hanno pertanto una spirometria normale tra le diverse fasi di riacutizzazione. Ciò limita l'utilità dell'esame come test diagnostico. La spirometria, tuttavia, è molto utile come strumento di monitoraggio: un improvviso calo del Volume espiratorio massimo al secondo (VEMS o FEV1) o di un altro indice spirometrico nello stesso paziente (ad esempio il PEF, picco di flusso espiratorio), può segnalare un peggioramento del controllo del disturbo, anche se il valore assoluto dell'indice permane ancora nel range di normalità. Anche per questo motivo è opportuno che i pazienti ed i loro medici tengano nota e registrino le migliori misure personali.

### Test correlati
La spirometria può anche essere parte di un test di provocazione bronchiale, utilizzato per determinare l'eventuale presenza di iperreattività bronchiale, ad esempio per verificare la presenza di asma occupazionale. Il test può essere effettuato sia tramite l'esecuzione di un esercizio fisico intenso, sia all'inalazione di aria fredda/secca, oppure con l'inalazione di un agente farmaceutico come la metacolina o l'istamina.

A volte, per valutare la reversibilità di una condizione di broncospasmo, può essere somministrato un broncodilatatore poco prima di effettuare un altro test spirometrico da confrontarsi con un test basale.
Comunemente ci si riferisce a questo tipo di esame con il termine di test spirometrico di reversibilità, oppure spirometria post broncodilatatore, ed è un test di grande importanza che può aiutare a fare diagnosi differenziale di asma rispetto a BPCO.
Altre prove spirometriche complementari di funzionalità respiratoria includono la pletismografia, il test di washout di azoto, e la diffusione del monossido di carbonio (DLCO), quest'ultima utilizzata per valutare il rapporto ventilazione/perfusione.

## Parametri
I parametri che vengono misurati più comunemente durante l'esame spirometrico sono la Capacità Vitale (VC), la Capacità Vitale Forzata (FVC), il Volume Espiratorio Forzato (FEV) all'intervallo di 0.5, 1 (FEV1), 2, e 3 secondi, il Flusso Espiratorio Forzato al 25–75% (FEF 25–75) e la Massima Ventilazione Volontaria (MVV), anche conosciuta come Massima Capacità Respiratoria. Altri test possono essere eseguiti in situazioni particolari.
I risultati sono generalmente forniti sia come dati grezzi (litri, litri al secondo) e in percentuale rispetto ai valori predetti o attesi per i pazienti che hanno caratteristiche simili (altezza, età, sesso e, talvolta, peso). L'interpretazione dei risultati può variare a seconda del medico e della fonte dei valori previsti.
In generale, i risultati prossimi al 100% del valore predetto sono assolutamente normali, e spesso risultati oltre l'80% del valore atteso sono considerati normali. Diversi lavori scientifici con i valori attesi sono stati pubblicati e possono essere calcolati anche online basandosi su età, sesso, peso, etnia, abitudini voluttuarie (fumo di sigaretta).

Tuttavia i risultati è bene siano rivalutati da un medico che si assume la responsabilità di correlarli con una situazione clinica ed effettuare una diagnosi accurata di una specifica situazione individuale.
Spesso, in determinate circostanze, si deve somministrare un broncodilatatore per via inalatoria e si esegue un confronto tra la prova ed il relativo grafico pre e post stimolo broncodilatatorio, per verificare l'efficacia del broncodilatatore ed il cosiddetto grado di reversibilità della broncocostrizione.
La capacità funzionale residua (FRC) non può essere misurata mediante la spirometria, ma può comunque essere misurata con un pletismografo oppure con un test di diluizione (ad esempio, la prova di diluizione dell'elio).

Curva flusso-volume nella norma

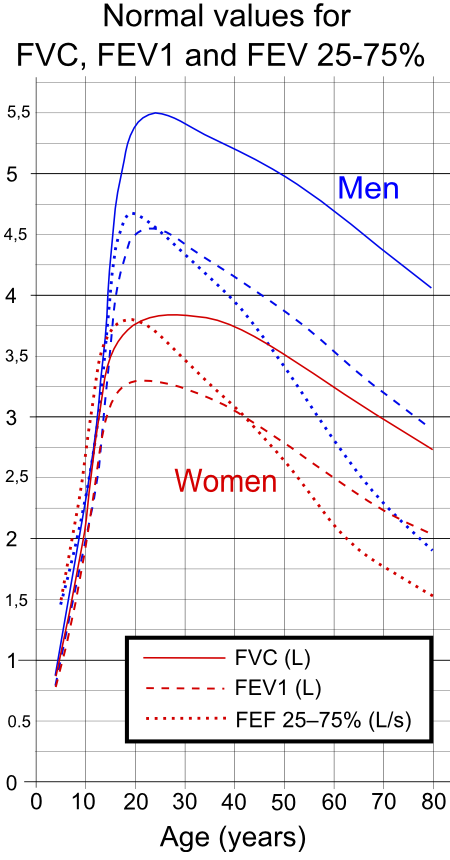
Valori medi di capacità vitale forzata (FVC), volume espiratorio forzato in 1 secondo (FEV1) e flusso espiratorio forzato 25-75% (FEF25-75%), secondo uno studio condotto negli Stati Uniti 2.007 su 3.600 soggetti di età compresa tra 4-80 anni. L'asse Y è espresso in litri per la FVC e la FEV1, e in litri/secondo per FEF25-75%.

### Capacità vitale forzata (FVC)
La capacità vitale forzata (FVC) è il volume di aria che può essere espirato con uno sforzo massimale, dopo che il paziente ha eseguito una piena inspirazione, misurata in litri. La FVC è una manovra fondamentale nei test di spirometria.

### Volume espiratorio massimo in 1 secondo (VEMS o FEV1)
Il FEV1 è il volume di aria che può essere espirato con uno sforzo massimale in un secondo, dopo che il paziente ha eseguito una piena ispirazione. I valori medi di FEV1 in persone sane dipendono principalmente dal sesso e dall'età. Valori compresi tra 80% e 120% del valore medio sono considerati normali. I valori normali previsti per il FEV1 possono essere calcolati online, dipendono da età, sesso, altezza, massa corporea ed etnia e presentano anche alcune variazioni in base allo studio di ricerca.

### Rapporto FEV1/FVC (FEV1%)
Il FEV1/FVC (FEV1% o Indice di Tiffeneau) è il rapporto tra il FEV1 e la FVC. In adulti sani questo rapporto dovrebbe essere di circa il 75-80%. Nelle malattie ostruttive (asma bronchiale, BPCO, bronchite cronica, enfisema) il FEV1 è diminuito a causa della maggiore resistenza delle vie aeree al flusso espiratorio. Nelle medesime malattie anche la FVC può essere diminuita, a causa della chiusura prematura della vie aeree durante l'inspirazione, ma non nella stessa proporzione del FEV1. Tipicamente in queste malattie sia la FEV1 che la FVC sono ridotti, ma il primo è più colpito, a causa della maggiore resistenza delle vie aeree al flusso espiratorio specialmente nel caso di BPCO ed Enfisema data la perdita di elastanza.

### Flusso espiratorio forzato (FEF)
Il flusso espiratorio forzato (FEF) è il flusso (o velocità) con cui l'aria esce dal polmone durante la parte centrale di una espirazione forzata. Può essere misurato ad intervalli discreti (definiti) della capacità vitale forzata (FVC). Gli intervalli usuali sono 25%, 50% e 75% (FEF25, FEF50 e FEF75), o il 25% e il 50% della FVC.
Può anche essere misurato come media del flusso durante un intervallo, generalmente delimitato da quante specifiche frazioni rimangono della FVC, di solito 25-75% (FEF25-75%). La gamma delle medie nella popolazione sana dipendono principalmente dal sesso e dall'età.
Valori compresi tra 50-60% e fino al 130% della media sono considerati normali. I valori normali previsti per il FEF può essere calcolato online e dipendono dall'età, dal sesso, da altezza, massa ed etnia nonché da alcune variabili da studio di ricerca a studio di ricerca.
MMEF o MEF è sinonimo di massimo (a metà) flusso espiratorio ed è il picco di flusso espiratorio, ricavato dalla curva flusso-volume e misurato in litri al secondo. Dovrebbe essere teoricamente identico al picco di flusso espiratorio (PEF), che è, invece, generalmente valutato con l'ausilio di un misuratore di picco e misurato in litri al minuto.
Ricerche recenti suggeriscono che il FEF25 -75 % o FEF25 -50 % possa essere un parametro più sensibile rispetto al FEV1 (VEMS) nell'evidenziare la malattia ostruttiva a carico delle piccole vie aeree.
Comunque, in assenza di concomitanti variazioni di altri marcatori standard, il rilevare alcune discrepanze nel flusso espiratorio centrale (il FEF 25-75%) potrebbe non essere sufficientemente specifico per parlare di malattia ostruttiva e, pertanto, le attuali indicazioni sottolineano l'opportunità di continuare ad utilizzare altri parametri (FEV1, VC, e FEV1/VC) come indicatori di malattia ostruttiva.

### Flusso inspiratorio forzato 25–75% o 25–50%
Il flusso inspiratorio forzato 25–75% o 25–50% (FIF 25–75% o 25–50%) è per molti aspetti simile al FEF 25–75% or 25–50%, tranne, ovviamente, per il fatto che la misura viene presa durante la fase inspiratoria.

### Flusso di picco espiratorio (PEF)
Il picco di flusso espiratorio (PEF) è il flusso (o la velocità) massima che può essere raggiunta durante l'esecuzione di una espirazione forzata che viene iniziata dopo una inspirazione completa, misurata in litri al minuto oppure in litri al secondo.

### Volume corrente (VC)
Il volume corrente (in inglese tidal volume - TV) corrisponde al totale di aria inalata ed esalata normalmente con l'attività respiratoria.

### Capacità polmonare totale (CPT)
La capacità polmonare totale (in inglese total lung capacity - TLC) equivale alla quantità (volume) massima d'aria presente nei polmoni.

### Capacità di diffusione (DLCO)
La capacità di diffusione (o DLCO) equivale all'assorbimento di monossido di carbonio (CO) a seguito di un singolo respiro che viene effettuato per un tempo standard (in genere 10 secondi).
Poiché l'aria è costituita da una quantità estremamente ridotta (tracce) di CO, è stato assunto il tempo di 10 secondi come tempo standard per l'inalazione, la quale deve essere poi seguita da una rapida espirazione.
Il gas esalato dal paziente viene poi testato per determinare in quale quantità il gas tracciante sia stato assorbito durante il singolo respiro di 10 secondi. Questa prova è in grado di evidenziare eventuali alterazioni della capacità di diffusione come, ad esempio, può avvenire in caso di fibrosi polmonare.
Si deve ricordare che questo parametro non ha un valore assoluto ma che deve essere correlato a determinate condizioni cliniche del paziente. In caso di anemia, ad esempio, il valore ottenuto necessita di essere corretto. L'anemia infatti altera il parametro in quanto la rapida diffusione del monossido di carbonio (CO) dipende dalla concentrazione di emoglobina contenuta nei globuli rossi: in caso di bassa concentrazione di emoglobina (ovvero in caso di anemia) si avrà una alterata e falsa riduzione del valore di DLCO). Nel caso, invece, di emorragia polmonare, si verifica un eccesso di eritrociti nell'interstizio o negli alveoli: queste cellule, dato l'alto contenuto di emoglobina, sono ovviamente in grado di assorbire la CO e artificiosamente dare un valore aumentato della capacità DLCO).
La pressione atmosferica e/o l'altitudine sul livello del mare possono influire sulla misura di DLCO che viene registrata: si rende quindi necessario un fattore di correzione che tenga conto di questi valori. Sono disponibili online dei calcolatori che correggono le misure sulla base dei livelli di emoglobina Archiviato il 23 agosto 2014 in Internet Archive. e di altitudine e/o pressione Archiviato il 14 luglio 2014 in Internet Archive. con i quali è stata rilevata la misura.

### Massima ventilazione volontaria (MVV)
La massima ventilazione volontaria (MVV) è una misura della quantità massima di aria che può essere inspirata ed espirata nell'arco temporale di un minuto.
Una simile massima ventilazione può determinare discomfort nel paziente esaminato.
Al fine di rendere più agevole l'esame per il paziente, la prova viene fatta eseguire per una durata massima di 15 secondi. I valori ottenuti vengono quindi estrapolati ad un valore per una prova di durata di un minuto ed espressi in litri/minuto. I valori medi per soggetti di sesso maschile sono pari a 140-180 litri/minuto e si riducono a valori di 80-120 litri/minuto in soggetti di sesso femminile.

### Compliance polmonare statica (Cst)
Quando l'obiettivo è stimare la compliance polmonare statica, è necessario che alle canoniche misurazioni di volume effettuate attraverso lo spirometro si associno delle misurazioni simultanee della pressione transpolmonare effettuate grazie alla integrazione dello spirometro con dei trasduttori di pressione.
Una volta costruita la curva con le relazioni tra le variazioni di volume e le relative variazioni di pressione transpolmonare, la Cst si ottiene valutando la pendenza della curva ad un dato volume, oppure, matematicamente, si ottiene dal differenziale ΔVolume/Δpressione.
La compliance polmonare statica è probabilmente il parametro più sensibile per mettere in evidenza una meccanica polmonare anormale. È considerato nei limiti di norma se è compreso tra il 60% ed il 140% del valore medio della popolazione per una persona di simile età, sesso e composizione corporea.
Nei soggetti in insufficienza respiratoria acuta ed in ventilazione meccanica, "la compliance statica del sistema respiratorio totale viene convenzionalmente ottenuta dividendo il volume corrente con la differenza tra il plateau di pressione, misurato all'apertura delle vie aeree (PaO) durante una occlusione a fine ispirazione e la pressione positiva di fine espirazione (PEEP) così come è stata impostata sul ventilatore".

### Altri
Tempo espiratorio forzato (FET)

Il tempo di espirazione forzata (FET) misura la durata di una espirazione massimale, in secondi.

Capacità vitale lenta (SVC)

La capacità vitale lenta (SVC) è il volume massimo di aria che può essere espirata lentamente dopo aver eseguito una lenta inspirazione massimale.

Pressione massima (Pmax e Pi)

Pmax è la pressione che tende ad avvicinarsi (asintotica) a quella massima che può essere sviluppata dai muscoli respiratori a qualsiasi volume polmonare.
Pi è la pressione massima di inspirazione che può essere sviluppata a volumi polmonari specifici.
Questa misura richiede anche il contemporaneo utilizzo di trasduttori di pressione. È considerata normale se è compresa tra il 60% ed il 140% del valore medio della popolazione per qualsiasi persona della stessa età, sesso e composizione corporea. Un parametro derivato è il cosiddetto coefficiente di retrazione (CR), che è il rapporto tra Pmax/TLC.